# Les Quintuplés de Pluto
Pour plus de détails, voir Fiche technique et Distribution.
Les Quintuplés de Pluto (Pluto's Quin-puplets) est un court-métrage d'animation américain des studios Disney, sorti le 26 novembre 1937, avec Pluto.

## Synopsis
Alors que Pluto voulait poursuivre le livreur de charcuterie, Fifi parvient à le convaincre de garder leurs cinq chiots. Les cinq rejetons sont très joueurs et finissent par entrer dans le sous-sol de la maison. Ils jouent avec les objets qui s'y trouvent dont une bouteille d'air comprimé et de la peinture. Fifi revient avec des saucisses rouges et découvre Pluto saoul et peinturluré, ce qui la met en colère.

## Fiche technique
- Titre original : Pluto's Quin-puplets
- Titre français : Les Quintuplés de Pluto
- Série : Pluto
- Réalisation : Ben Sharpsteen
- Animation : Shamus Culhane, Norman Ferguson, Charles A. Nichols
- Musique : Paul J. Smith
- Production : Walt Disney
- Société de production : Walt Disney Productions
- Société de distribution : RKO Radio Pictures
- Format : Couleur (Technicolor) - 1,37:1 - Son mono (RCA Photophone)
- Durée : 8 min 42 s
- Langue : (en)
- Pays :  États-Unis
- Dates de sortie :  États-Unis :  26 novembre 1937[1]

## Voix originales
- Pinto Colvig : Pluto

## Commentaires
- Ce film est le premier de la série Pluto. Le générique indique Pluto the Pup (« Pluto le chiot »), appellation qui ne sera pas reprise dans les films suivants[2]. Il faudra attendre 1940 pour que soit réalisé le deuxième film de la série, Pluto a des envies.
- Le titre original est un jeu de mots entre les mots « quintuplets » (« quintuplés ») et « pup » (« chiot »).

## Titre en différentes langues
- Suède : Pluto sitter barnvakt, Plutos valpar

Source : IMDb